# Variétés (film, 1989)
Pour les articles homonymes, voir Variétés (film).
Pour plus de détails, voir Fiche technique et Distribution.
Variétés est un film français réalisé par Alain Guesnier et sorti en 1989.

## Synopsis
Le travail et les rêves des élèves du Studio des Variétés, où l'« on apprend à chanter, à danser, à improviser et même à répondre aux interviews ».

## Fiche technique
- Titre : Variétés
- Réalisation : Alain Guesnier
- Production : Agat Films & Cie
- Pays d'origine :  France
- Genre : Documentaire
- Durée : 95 minutes et 75 minutes
- Date de sortie : France - 1989